# Pleurostylia leucocarpa
Pleurostylia leucocarpa är en benvedsväxtart som beskrevs av Baker. Pleurostylia leucocarpa ingår i släktet Pleurostylia och familjen Celastraceae. Inga underarter finns listade.